# Język minangkabau
Język minangkabau (bahaso Minangkabau lub baso Minangkabau), także: minang, padang – język z rodziny austronezyjskiej, używany przez grupę etniczną Minangkabau w okolicach miasta Padang w zachodniej części Sumatry. Według danych Ethnologue (SIL International) z 2007 roku posługiwało się nim wówczas 5,5 mln osób.
Dzieli się na szereg dialektów: agam, pajokumbuh, tanah, si junjung, batu sangkar-pariangan, singkarak, pancuang soal (muko-muko), orang mamak, ulu, kerinci-minangkabau, aneuk jamee (jamee), penghulu.
Przez część Indonezyjczyków jest określany jako bahasa Padang, od nazwy miasta Padang, gdzie używa się głównego dialektu minangkabau. Dialekt ten służy jako lingua franca i stał się podstawą języka standardowego. Osoby z ludu Minangkabau – poza zachodnią Sumatrą – zamieszkują również inne regiony tej wyspy, a także Jawę i Półwysep Malajski.
Należy do grupy języków malajskich, według klasyfikacji Ethnologue stanowi część tzw. makrojęzyka malajskiego. Bywa także opisywany jako dialekt języka malajskiego. Język minangkabau nie daje się wyraźnie odróżnić od dialektów malajskich, niemniej jego użytkownicy mają odrębną tożsamość etniczną. Nie jest wzajemnie zrozumiały z językiem indonezyjskim.
Pozostaje w powszechnym użyciu (ma dużą społeczność użytkowników) i jest przyswajany przez dzieci. Odnotowano jednak, że w wielu domenach (m.in. w sferze formalnej i wypowiedziach pisanych) dominuje indonezyjski; również w sferze rodzinnej wzrasta znaczenie języka narodowego. Zanika znajomość tradycyjnych poziomów mowy. Standardowy minangkabau (spotykany w sytuacjach formalnych i piśmiennictwie) jest składniowo bliski indonezyjskiemu i częściowo czerpie z jego wzorców.
Wywarł wpływ na leksykę języka indonezyjskiego, użyczając mu takich słów jak kalian (zaimek 2. os. lmn. – „wy”), gadis („dziewczyna”), pidato („przemowa”). Zasoby języka minangkabau zostały wykorzystane przy tworzeniu terminologii języka narodowego.
Badacze związani z Pusat Pembinaan dan Pengembangan Bahasa sporządzili szereg publikacji poświęconych temu językowi (są wśród nich opisy morfologii i składni, dialektologii, leksyki). Jest nauczany w szkołach. Zapisywany alfabetem łacińskim. Historycznie wykorzystywano pismo jawi.